# Zakládací listina litoměřické kapituly
Zakládací listina litoměřické kapituly je pamětní záznam zachycující založení litoměřické kapituly z roku 1057. Jde o vůbec nejstarší dochovaný originál písemného dokumentu vzniklého v Čechách. Nejedná se o listinu jako úřední dokument (byť se tak konvenčně nazývá), ale o pamětní zápis (jinak akt), tedy o příjemecky zhotovenou písemnost z doby, kdy nebylo běžné stvrzovat právní pořízení listinou. Obsahuje český přípisek z počátku 13. století, známý jako první česká psaná věta: 
| „                              | Pavel dal jest Ploskovicích zem´u Vlach dal jest Dolás zem´u bogu i sv´atému Ščepánu se dvěma dušníkoma, Bogučeja a Sedlatu | “ |
| — transkripce českého přípisku | |   |

 Vzhledem k neexistenci jiných pramenů a k zevrubnému výčtu majetků, kterými byla kapitula vybavena, představuje tato listina znamenitý pramen k poznání Čech 11. století. Listina existuje ve třech variantách a nachází se ve Státním oblastním archivu v Litoměřicích.

## Dochování
O založení a nadání litoměřické kapituly knížetem Spytihněvem II. v roce 1057 nebo 1058 máme zachovánu neobyčejně vzácnou písemnou památku hned v trojím různém vydání.
Prof. Gustav Friedrich (diplomatik a vydavatel CDB, tzv. Českého diplomatáře, varianty označil písmeny A, B, C. Za nejstarší variantu A určil pergamen uložený v SOA Litoměřice, fond Kapitula Litoměřice, sign. R2. Předpokládá se, že se jedná o originální zachování pamětního zápisu (tím je tato památka velmi cenná, protože originály pamětních zápisů pro české prostředí jsou známy jen tři – zbylé dva jsou novější, týkají se obdarování olomoucké kapituly za Soběslava II. a donace louckému klášteru z doby Vladislava Jindřicha), který si kapitula zhotovila záhy po právním aktu založení. K původnímu zápisu byly dále připojovány další, jak kapitula získávala další majetky. Poslední jsou zápisy informující o darech v češtině (tato „první česká věta“ a poslední zápis na pergamenu je datován do začátku 13. století). Tento pergamen byl (jistě ne dříve než v polovině 12. století) opatřen fiktivní pečetí.
Druhá varianta, Friedrichem označená jako znění B, je konfirmace pamětního zápisu králem Přemyslem Otakarem I. roku 1218 v Budyni na žádost litoměřické kapituly. Přemyslu Otakarovi I. nebyl zřejmě předložen přímo pergamen A, ale dnes nedochovaný text, který vedle opisu znění A obsahuje doplňky ohledně majetku, kterého litoměřický kostel nabyl ve 12. století, a které nejsou uvedeny v A. Přemyslova listina je nejspíše pravá. Jestli byl předložený text též pravý není jisté, nicméně byl psán stejně jako zápis A v objektivní formě (takže se snad o listinné falzum nejednalo).
Třetí varianta C je listinné falzum (je psáno v první osobě, obsahuje pečeť tvářící se jako Spytihněvova pečeť – byť žádná pravá Spytihněvova pečeť není doložena), jehož tvůrce znal jak znění A, tak i B. Friedrich vznik kladl do let 1319 až 1341.

## Spor o pravost
První pokusy o vědecký popis tzv. zakládací listiny se objevují již v díle Gelasia Dobnera (existovala i jistá diskuse s Vavřincem Slavíkem), nicméně první důkladná diplomatická studie pochází z roku 1836 od Františka Palackého – Kritická úwaha i wýklad základných listin kollegiatnjho chrámu Litoměřického (tato práce je mimo jiné první diplomatickou studií psanou v češtině). Zatím nejpřesvědčivější diplomatické zařazení písemnosti provedl Gustav Friedrich na začátku 20. století (Palacký znal pouze Friedrichovy varianty B a C, proto nemohl dojít k tak přesným výsledkům jako Friedrich).
Proti Friedrichovu pojetí se nejvýrazněji postavil Václav Hrubý (ovšem jeho Tři studie k české diplomatice, kde Friedrichovo pojetí napadl, vyšly posmrtně péčí Jindřicha Šebánka, takže se již do nastalé diskuse – k jeho práci vesměs negativní – nemohl zapojit). Hrubý se domníval, že písmo varianty A není z 11. století, a prohlašoval, že znění domnělého originálu vzniklo až asi po stodvaceti letech, někdy kolem roku 1180, „aby upravilo kapitule litoměřické cestu k imunitě“. Při snaze o potvrzení písemnosti v panovnické kanceláři byla písemnost (z pochopitelných důvodů) odmítnuta. Zatím byla na spodní okraj dokumentu připisována jen další darování – Zlatoňovo, Hroznatovo a biskupa – knížete Jindřicha Břetislava. Teprve prý, když se stal královským kancléřem kapitulní probošt Benedikt, byla listina, mezitím opatřená pečetí (ovšem „neznáme ubožší náhražky za starou pečeť českých knížat nad tuto ,pečeť' u znění A!“), potvrzena Přemyslem Otakarem I. Podvod kapituly dále potvrzuje, že Přemyslova listina vypadá na svoji formu velmi podezřele a vznikla snad v ústraní, beze svědků, a za silné intervence kancléře Benedikta. Při Přemyslově potvrzení byl vyhotoven další text označený B, v němž byl zachycen skutečný stav kapitulního majetku k roku 1218, a z A bylo vynecháno vše, co nemělo v této době pro kapitulu cenu, jak názorně ukazuje juxtaposice Friedrichova.
Největší slabinou Hrubého pojetí je, že nedokázal vysvětlit proč pergamen A, údajně falzum zhotovené teprve 120 let po založení kostela, postrádá všechny formální náležitosti listiny. Ve 12. století skutečně vznikala poměrně často listinná falza, která však mají formu plně průkazné listiny. Litoměřická kapitula ale musela postupovat tak nešikovně (jako tomu je u nepovedené pečeti), že zfalšovala pamětní zápis, tedy písemnost, která jí byla při úředním řízení v panovnické kanceláři zcela k ničemu. Hrubý navíc pochyboval o existenci jakéhokoliv pamětního zápisu v českém prostředí v 11. století vůbec – kapitula tedy nejenže padělala zcela zbytečnou písemnost, ale její formát musela importovat ze zahraničí. Existence pamětních zápisů v Čechách se oproti Hrubého době podařilo v průběhu 20. století přesvědčivěji doložit, což také Friedrichovo řešení podpořilo.
Bezpochyby jde o neověřený záznam o darování knížete Spytihněva II. jím založenému a postavenému kostelu v Litoměřicích (lat. Cum Spitigneus ecclesiam … construxisset…). Jde o písemnost bez samostatné právní průkaznosti, určenou k tomu, aby prostě zachovala paměť o panovníkově donaci. Dokument v této době totiž ještě neslouží jako písemný projev právního jednání, ani je nezdůvodňuje. V době Spytihněvovy fundace má právní průkaznost stále ještě svědecká výpověď (lat. testes ex iure terrae producere), nikoli písemnost. Tím se také vysvětluje poměrně malý počet listin zachovaný ještě i z doby Spytihněvových nástupců.
V Kosmově kronice, časově dovedené až k roku 1125, nenalezneme ještě stopy existence a činnosti panovnické kanceláře charakterizované výrazy: kancelář, kancléř, notář. Teprve s existencí řádné kanceláře se začíná objevovat listina jako právní dokument. Slouží potom nejen pro podržení paměti o absolvovaném právním úkonu, nýbrž slouží zároveň i jeho ochraně svou imprekační formulí.
Nebylo ani možné, z důvodu neexistence panovnické kanceláře, aby zápis litoměřické fundace asi z roku 1057 měl formálně všechny vlastnosti listiny vzniklé v kanceláři. Zápis listiny A má totiž cenu pro toho, kdo byl nejvíce zainteresován na udržení právního účinku, o němž je v textu řeč, tedy pro držitele obdarování. Proto text znění mluví vždy ve třetí osobě (lat. condonavit, acidit, acomodavit, ordinavit etc). Z toho je zřejmé, že dokument vznikl v kapitule, nebo aspoň z její iniciativy, protože v jejím zájmu.

## Datace
Z listiny A, ani z ostatních variant, nelze odvodit přesné datum založení kostela a kapituly. Praví se, že kostel založil Spytihněv II. Ten pak panoval pouze v letech 1055-1061. Přesnější způsob datace není možný – to co udávají pozdější historikové o době založení, není opřeno o dostatečné věrohodné prameny. Nicméně z vnitřních důvodů lze mít datum fundace, ať už rok 1057 nebo 1058, za pravděpodobné. Historikové se tedy drží většinou roku 1057, který svoji autoritou podpořl K. J. Erben v RBM (uvedl „cc. 1057“). Rok 1058 uvádí G. Dobner v tzv. Vokounově textu, a pro rok 1059 se rozhodují F. Pubitschka a historik Borový.

## Osobnost Spytihněva II.
Pohnutky k založení byly na prvním místě nesporně náboženské. Knížata a členové vládnoucí vrstvy v té době takřka soupeřili v zakládání kostelů a klášterů a v jejich následném obdarovávání. Tito donátoři toužili po tom, aby tak prospěli spáse své duše. Tak se výslovně motivuje zakládání zbožných institucí po celá staletí.
K založení však došlo v neposlední řadě také z osobních aspirací Spytihněva II. Tento kníže byl synem slavného Břetislava I. (1034–1055), jemuž se značně podobal ctižádostí, jak je patrné na jeho postupu vůči moravským předákům,  i vůči vlastním bratrům. Vratislav před ním uprchl do Uher, Konrád a Ota dostali bezvýznamné úřady u českého dvora, takže Spytihněv II. se stal samostatným vládcem v Čechách i na Moravě. Poučen nezdary svého slavného otce se varoval konfliktů se sousedy a hodlal dosáhnout svého povýšení od římské kurie, zřejmě po vzoru uherského krále Štěpána Svatého (997–1038). Podařilo se mu získat privilegium užívání mitry (na svou dobu pro světského vladaře mimořádného vyznamenán), ale bylo to jen částečným splněním vize, kterou chtěl Spytihněv II. realizovat. Fundování kapituly v Litoměřicích, spolu s ostatními fundacemi, mu mělo u římské kurie připravit půdu k dosažení královské hodnosti. Nicméně nejednalo se o čistého pragmatika, ale o osobně skutečně zbožného panovníka. Kronikář Kosmas o něm píše: „Trávě postní čas po každé v domě mnichů nebo kanovníků, rozdával almužny, účastnil se pilně služeb božích, trval v bdění a na modlitbách, a to tak, že před jitřním zpíváním přeříkal celý žalm, rozpínaje při tom ruce nebo poklekaje, po nočních hodinách kompletních zachovával po způsobu mnichů mlčení až do času první mše atd.“

## Český přípisek 13. století jako první česká věta

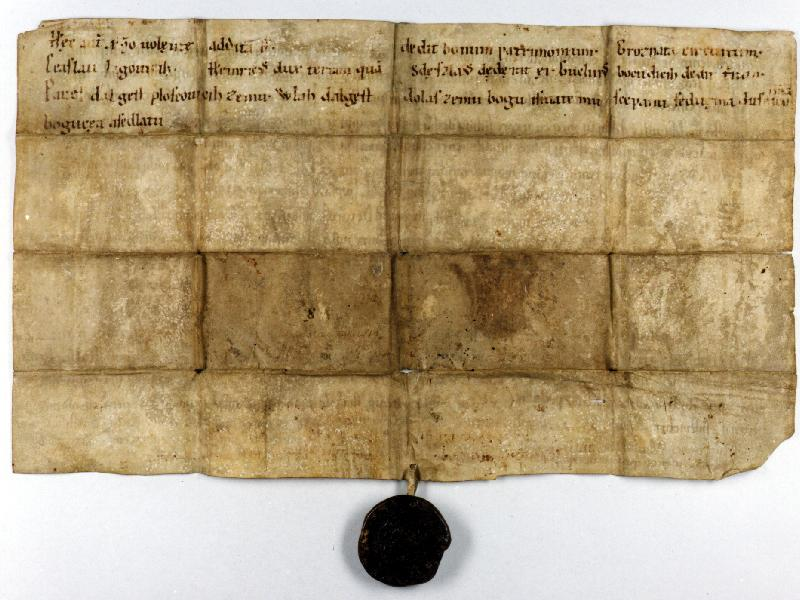
Revers pergamenu s českým přípiskem

Na reversu pergamenu A se nachází poslední pamětní zápis, datovatelný do začátku 13. století. Tento přípisek má zvláštní signifikanci z hlediska dějin češtiny, protože je od roku 1936 toto souvětí identifikováno jako první (nejstarší) česká věta. Nicméně je pravda, že toto prvenství nutně nemusí být jednoznačné. Před rokem 1936 se jako první věta označovala věta z Paterových glos „luta oteuzneſena naduta otdu“ (ovšem ta nemá podmět), naopak nověji Robert Dittmann upozorňuje na věty rukopisu kapitulní knihovny A 156, fol. 16r (11. století): „strahotelnu tacii“, nebo (transkribována a rekonstruována) „toliko budi státý a nejměj s’a jiné péci“ v glosách Josefa Kary (z novějšího petrohradského rukopisu, nicméně předpokládá, že glosa se tradovala delší dobu).
Znění litoměřického přípisku:
3. řádek: Pauel dal geſt ploſcouıcıh zemu Wlah dalgeſt dolaſ zemu bogu ıſuıatemu ſcepanu ſeduema duſnıcoma
4. řádek: bogucea aſedlatu
Díky svému rozsahu a dobrému dochování v každém případě litoměřický přípisek ilustruje řadu jazykových jevů typických pro starou češtinu 13. století. Ať už to je archaický bezpředložkový lokál ([v] Ploskovicích). Případně neproběhlou změnu g > γ > h, neproběhlou disimilaci šč > šť. Primitivní pravopis zachytil měkký konsonant v’ (ſuiatemu = sv’atemu).

## Města a obce zmíněné v listině
Od zakládací listiny odvozuje svou první písemnou zmínku nebo se k ní hlásí jako k důležité součásti vlastní historie více než 30 měst a obcí:
1. Bohušovice nad Ohří
2. Brňany
3. Dlažkovice
4. Dolánky nad Ohří
5. Dolní Zálezly
6. Horní Řepčice
7. Chlumec
8. Chotěšov
9. Chožov
10. Jištěrpy
11. Křešice
12. Liběšice v okrese Litoměřice
13. Liběšice v okrese Most
14. Libochovany
15. Litoměřice
16. Lovosice
17. Lukavec
18. Malé Žernoseky
19. Malečov
20. Ploskovice
21. Prackovice nad Labem
22. Sedlec
23. Slatina
24. Starý Týn
25. Terezín
26. Travčice
27. Trnovany
28. Ústí nad Labem
29. Velké Žernoseky
30. Žitenice